# Tipula (Vestiplex) hemiptera
Tipula (Vestiplex) hemiptera is een tweevleugelige uit de familie langpootmuggen (Tipulidae). De soort komt voor in het Palearctisch gebied.